# NGC 2158
NGC 2158 je otvoreni skup u zviježđu Blizanaca.
Nalazi se vrlo blizu mnogo poznatijeg skupa Messier 35. Dva skupa su međusobno  vrlo različita, kako vizualno, iz naše perspektive   Arhivirana inačica izvorne stranice od 18. listopada 2007. (Wayback Machine), tako i po ostalim osobinama. NGC 2158 je 4 puta udaljeniji, 10 puta stariji, te mnogo kompaktniji od M35.
Starost skupa se procjenjuje na nešto više od 1.05 milijardi godina.

## Vanjske poveznice
- NGC 2158  Arhivirana inačica izvorne stranice od 28. srpnja 2005. (Wayback Machine) na SEDS.org
- http://antwrp.gsfc.nasa.gov/apod/ap021129.html